# جوبيشاند
جوبيشاند (بالتيلوغوية: గోపీచంద్)‏ هو ممثل هندي، ولد في 12 يونيو 1979 بحيدر آباد في الهند. من الجوائز التي نالها جوائز ناندي ‏.

## جوائز
- جوائز ناندي [الإنجليزية]‏

## وصلات خارجية
- جوبيشاند على موقع IMDb (الإنجليزية)
- جوبيشاند على موقع ألو سيني (الفرنسية)
- جوبيشاند على موقع أول موفي (الإنجليزية)
- جوبيشاند على موقع قاعدة بيانات الفيلم (الإنجليزية)
- جوبيشاند على موقع كينوبويسك (الروسية)